# 星迹

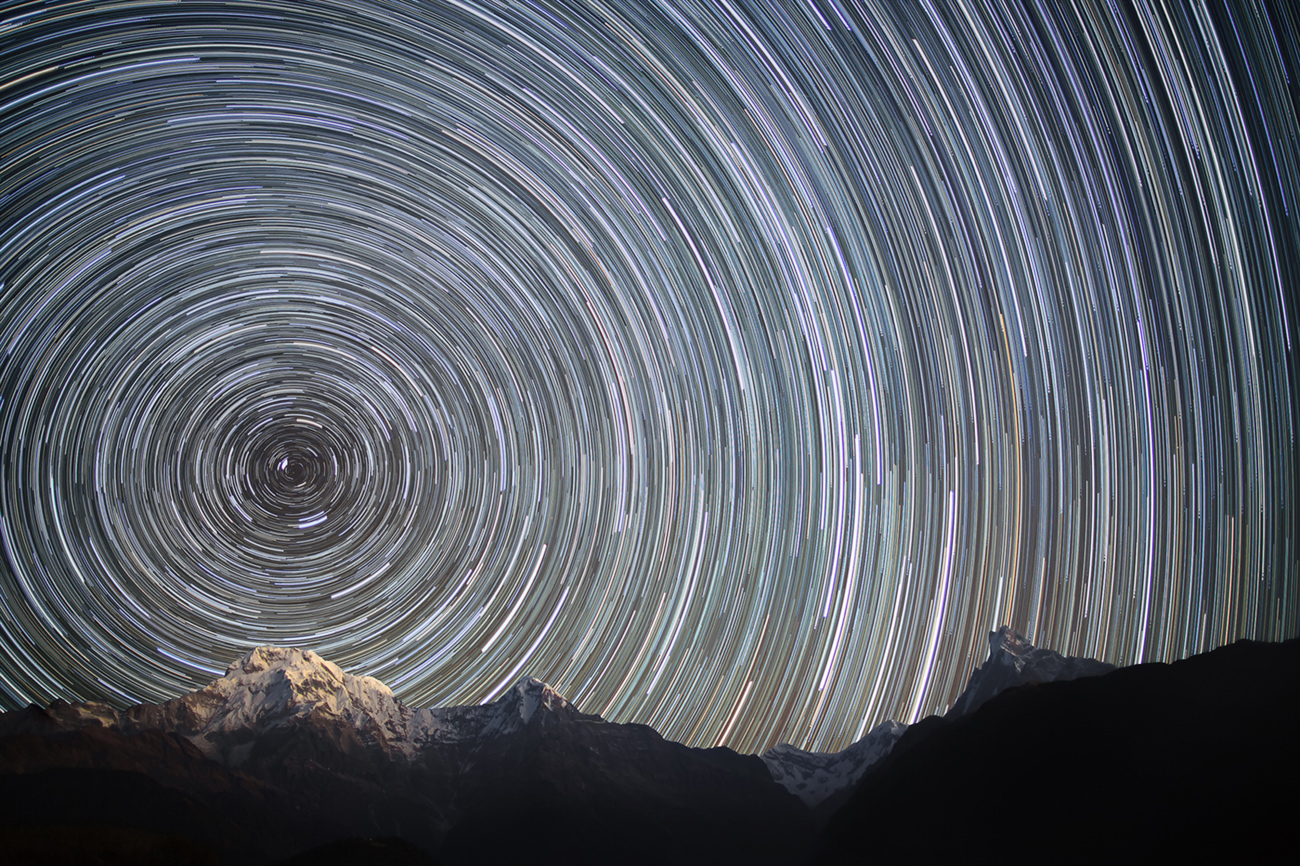
尼泊爾喜馬拉雅山脈的北天星迹，显示恒星绕北天极旋转的视运动情形，其中天極左上方的亮星即為勾陳一（目前的北極星）。

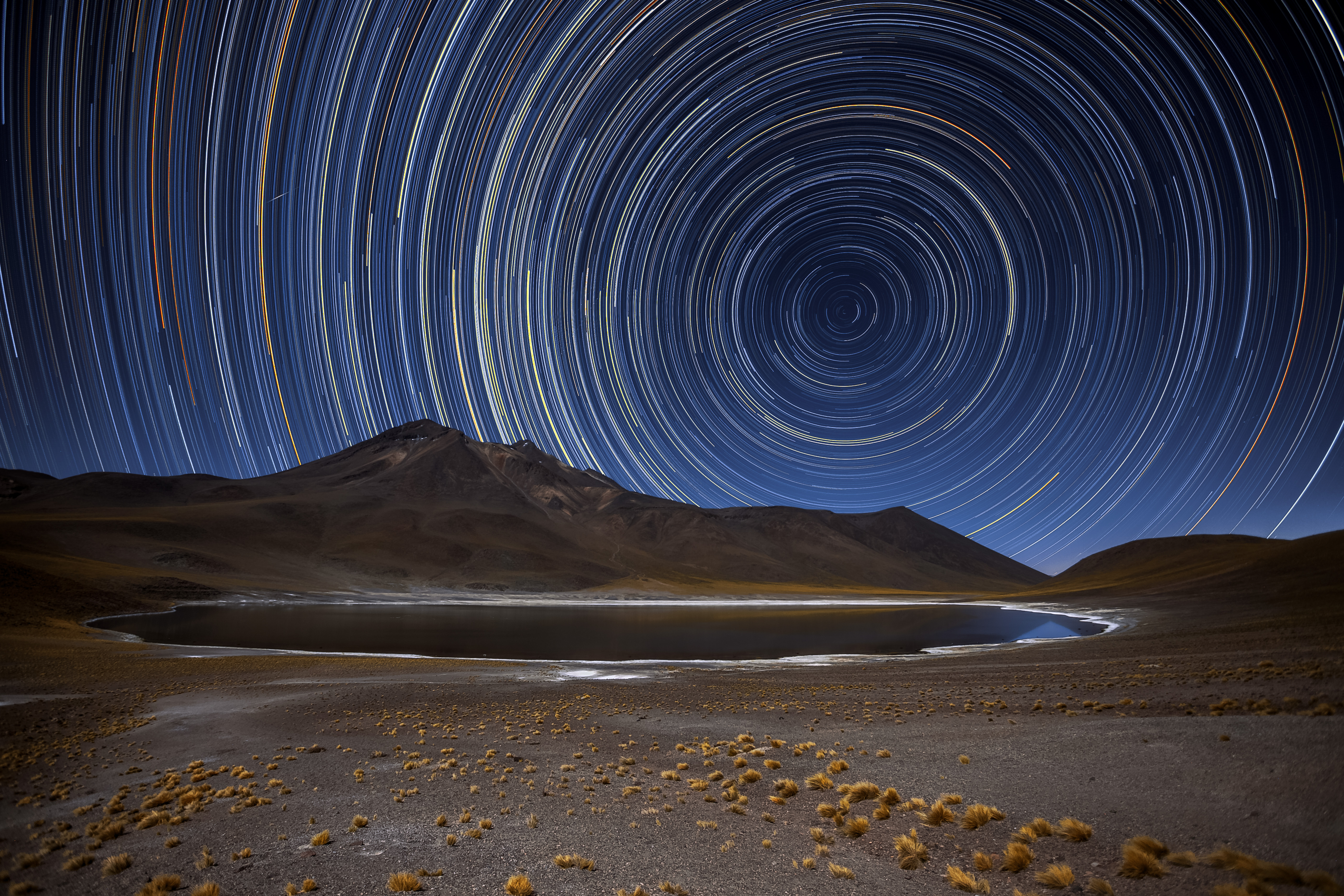
從智利阿他加馬沙漠拍攝的南天星迹，可見南天球不像北天球有明亮的極星。

星迹（英語：Star trail），亦稱星軌或星流跡，是指一种經由长时间曝光以拍攝夜空中星體视运动的影像。在星迹照片中，单个的恒星显示为一条亮痕，曝光时间越长，亮痕越长。典型的星迹曝光时间从15分钟到數小时不等，这要求相机的B门要比平常打开时间长许多。
专业天文学家常用星迹来评判大型望远镜观测地點的品質。

## 星迹拍摄

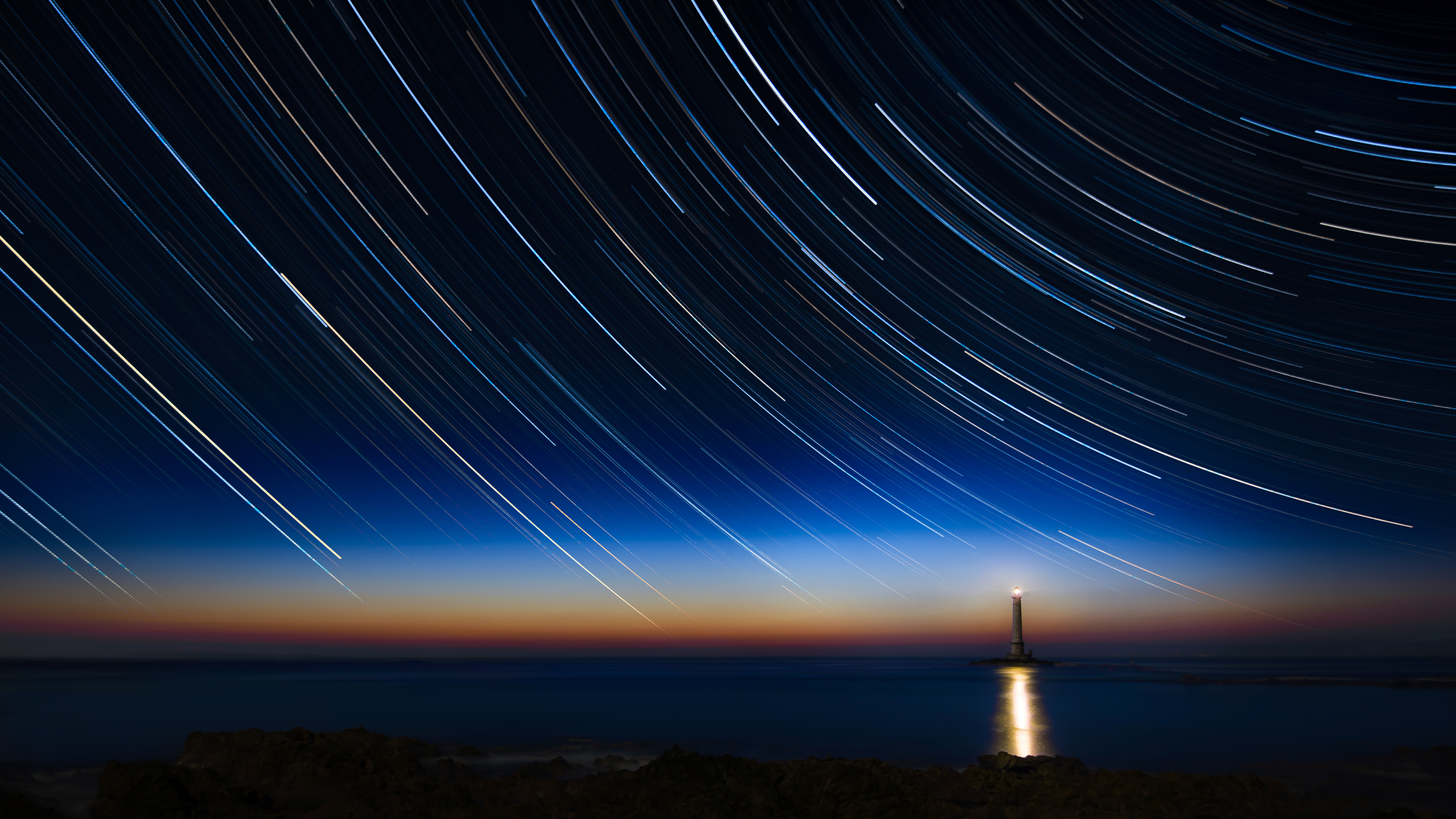
從法國諾曼第大區拉哈格燈塔（La Hague Lighthouse）附近拍攝的拱極星星跡，總曝光時間為2小時5分鐘。

一般來說，拍攝星跡只需把裝設在三脚架上的相机镜头对准晴朗的夜空，同时保持快门长时间打开，便可拍攝到星迹的影像。因此对与业余天文摄影者来说，星迹的拍摄是相对简单的。摄影者一般只需将单反相机的镜头焦点设为无限远，并使用线缆开关控制快门以打到期望的曝光时间。典型的曝光时间为15分钟乃至数小时。尽管星迹照片是在光线不足的条件下摄得的，但因为其较长的曝光时间，使得快速胶片也可以使用，如ISO200和ISO 400。光圈设定推荐在f/5.6-f/4之间。 
由于拍摄星迹的曝光时间可达数小时之久，相机电池很容易耗尽。因此采用无需电力开关快门的机械相机则比现代的胶片和数码相机要有优势。在这些相机中，B门的曝光设置用于保持快门打开。数码相机的另一个问题是，随着曝光时间的增长，杂讯会愈来愈多。因此隨著現今影像後期處理技術的進步，許多人開始以疊圖取代以往一曝到底的方式，即總曝光時間不變，但改為拍攝連續且曝光時間較短（約10至30秒）的影像。這種做法產生的雜訊較少，且較沒有畫面曝光過少或過多的問題，加上若該批影像中有狀況不理想的照片（如突然遭遇強光源而致曝光過量）也能直接將其移除，大大提高最終影像的成功率，因此現今已被大部份數位相機攝影者採用。
美国宇航员唐纳德·皮迪特在2012年4月和6月从地球轨道上的国际空间站用数码相机拍摄了一些星迹的照片。皮迪特这样形容他的装备：“我拍摄的星迹照片曝光时间大约在10到15分钟。然而使用现代数码相机，30秒的曝光已经是极限，因为电子噪音已经把图像淹没。为了达到更长的曝光，我和许多业余天文学家一样，拍摄许多曝光30秒的照片，然后用图形软件进行叠加来生成更长时间的曝光”。

## 地球的旋转

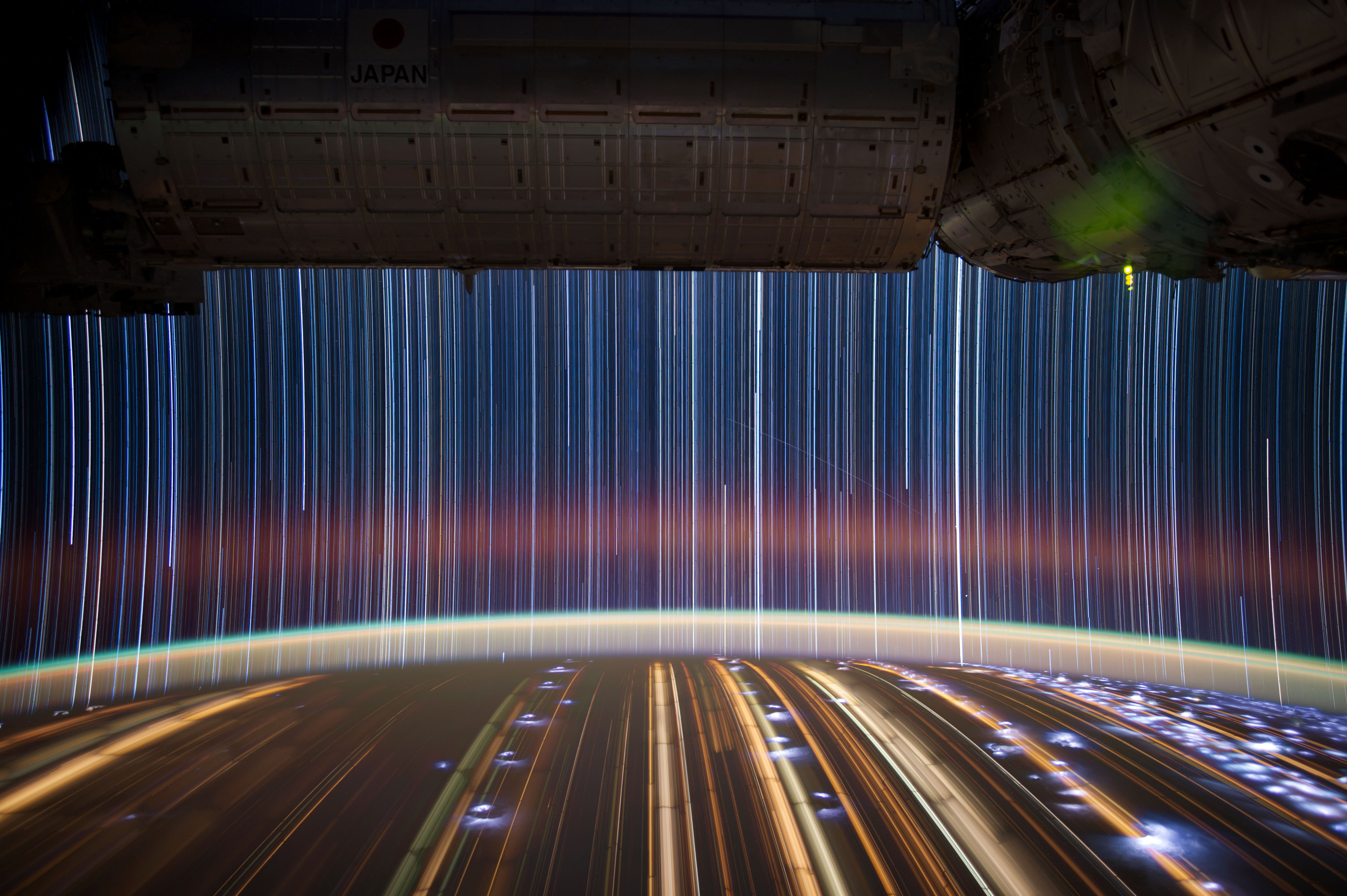
從國際太空站上拍攝的星跡，總曝光時間約25分鐘。此期間太空站由南太平洋向北跨越赤道前往北半球，因此呈現的星軌近乎垂直地平線。同理，地球上赤道及附近地區也能拍攝到垂直的星跡。

星迹是由于地球绕地轴旋转而产生，恒星的视运动被胶片或仪器记录下来。对于北半球的观测者来说，相机镜头对着北方会在照片上产生一系列围绕北极点（距离北极星非常近）的同心圆。而对于南半球的观测者来说正好相反。若将相机对准正东或正西方向则会记录到一系列与地平线呈角度的直线。角度的大小取决于拍摄者所在的纬度。

## 天文地点测试

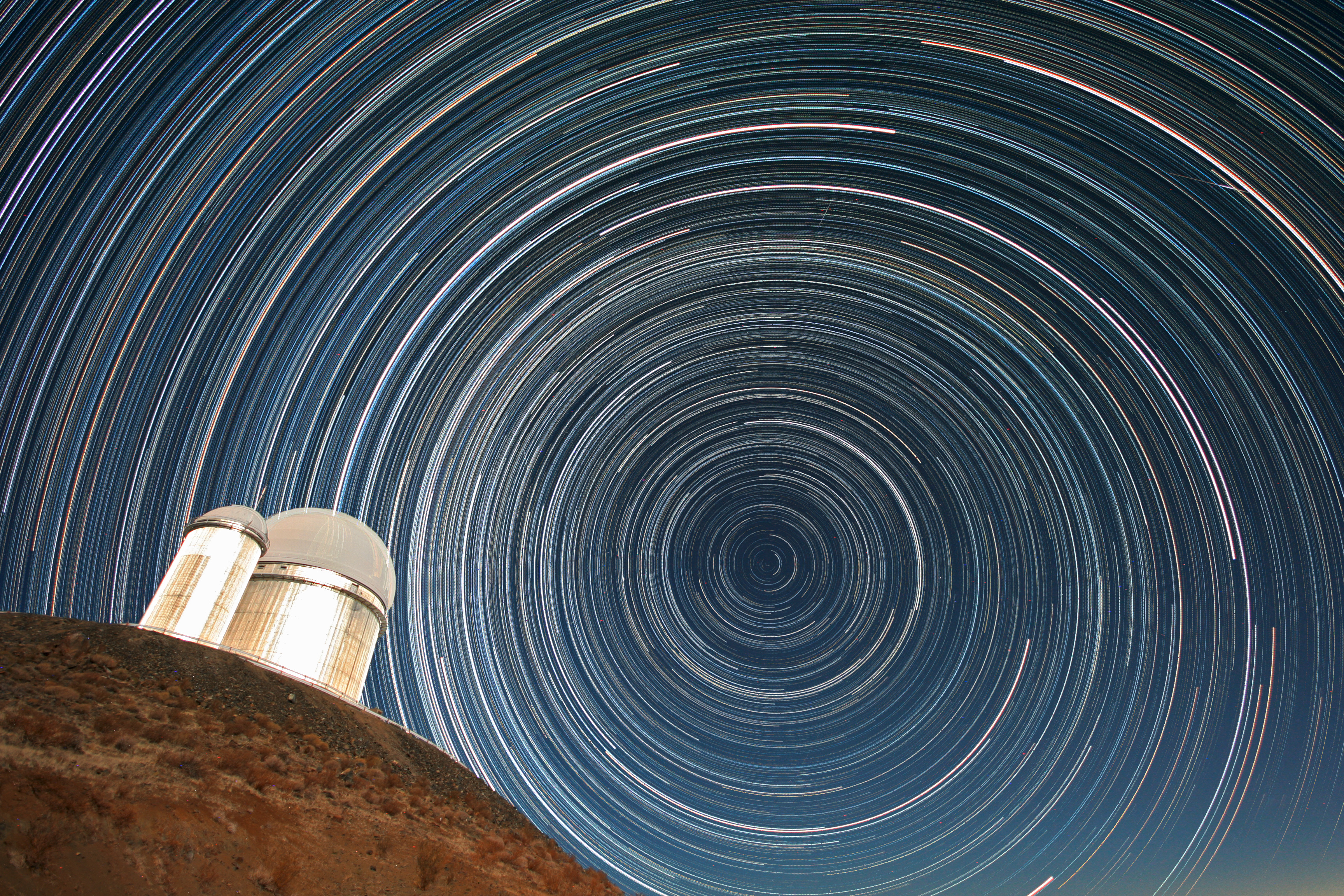
ESO 3.6米望远镜上空的星迹。

天文学家可以通过星迹来判断望远镜天文台选址的质量。北极星的星迹观测可以用于检测大气视宁度及望远镜支架系统的振动。该方法由E.S. Skinner在1931年所著的天空摄影手册（A Manual of Celestial Photography）一书中首次提出。